# Reinhardt Repkes Club der toten Dichter
Reinhardt Repkes Club der toten Dichter ist ein Projekt, das Werke der deutschen Dichtkunst vertont. Der Name bezieht sich auf den Film Der Club der toten Dichter.

## Hintergrund
2005 gründete der Musiker Reinhardt Repke, der 1988–2018 Bassist der Band Rockhaus war, den Club der toten Dichter, für den er bisher Gedichte von Heine, Busch, Rilke, Schiller und Bukowski vertonte. Es gab Hunderte von Konzerten und bisher sechs Veröffentlichungen.  Rund 100 Gedichte wurden bisher vertont.

## Veröffentlichungen
- 2006: Das Buch der Lieder: Heinrich Heine neu vertont mit Dirk Zöllner
- 2008: Zweifach sind die Phantasien: Wilhelm Busch neu vertont mit Norbert Leisegang
- 2010: Ein Wunders Melodie: Rainer Maria Rilke neu vertont mit Katharina Franck
- 2013: Freude schöner Götterfunken: Friedrich von Schiller neu vertont mit Dirk Darmstaedter
- 2016: Gedichte neu vertont: Charles Bukowski neu vertont mit Peter Lohmeyer
- 2019: So und nicht anders: Theodor Fontane neu vertont mit Katharina Franck
- 2023: Anfang der Liebe: Eva Strittmatter neu vertont (solo)